# Scott Brayton
Scott Everets Brayton (ur. 20 lutego 1959 roku w Coldwater, zm. 17 maja 1996 roku w Indianapolis) – amerykański kierowca wyścigowy.

## Kariera
Brayton rozpoczął karierę w międzynarodowych wyścigach samochodowych w 1981 roku od startów w  CART Indy Car World Series. W późniejszym okresie Amerykanin pojawiał się także w stawce USAC Gold Crown Championship, IMSA Camel Lights, IMSA Camel GTP Championship, Indianapolis 500 oraz Indy Racing League.
W CART Indy Car World Series Brayton startował w latach 1981-1995. Tylko raz stanął na podium - w Milwaukee w 1992 roku był trzeci. Z dorobkiem 39 punktów został wówczas sklasyfikowany na piętnastej pozycji w końcowej klasyfikacji kierowców. 
Do wyścigu Indianapolis 500 Amerykanin przystępował szesnastokrotnie, jednak nigdy nie stawał na podium, mimo że w edycjach 1995, 1996 wywalczył pole position. Pierwszy z tych wyścigów Brayton ukończył na siedemnastym miejscu, a do drugiego nie przystąpił. Podczas treningu po kwalifikacjach w 1996 roku Amerykanin brał udział w tragicznym wypadku, którego nie przeżył.